# Теулада (Италия)
Теулада (итал. Teulada) — коммуна в Италии, располагается в регионе Сардиния, подчиняется административному центру Кальяри.
Население составляет 3988 человек, плотность населения составляет 16,24 чел./км². Занимает площадь 245,59 км². Почтовый индекс — 9019. Телефонный код — 070.
Покровителями коммуны почитаются Пресвятая Богородица (Madonna del Carmelo), празднование 16 июля, и святой Исидор, празднование 15 мая.